# نظرية مؤامرة ضريبة كوشر
تُعرف ضريبة كوشر (أو الضريبة اليهودية) بأنها فكرة مفادها أنه يتعين على شركات الغذاء والمستهلكين دفع الأموال لدعم القضايا اليهودية أو الصهيونية وإسرائيل بموجب تكاليف شهادة اعتماد كوشر. غالبًا ما يُنظر إلى هذا الادعاء على أنه نظرية مؤامرة أو إشاعة معادية للسامية أو أسطورة مدنية.
يوجد العديد من الحجج التي تنفي هذا الادعاء، ومنها أن اليهود ليسوا وحدهم المستهلكين الذين يفضلون أطعمة كوشر فحسب، بل يوجد كذلك المسلمون والسبتيون وغيرهم ممن يتناولونها، ولذلك تسعى شركات الأغذية إلى الحصول على شهادات كوشر لزيادة حصتها في السوق والربحية، بالإضافة إلى أن الرسوم التي يجري تحصيلها تدعم منظمات الاعتماد نفسها، وأن الاعتماد لا يؤدي بالضرورة إلى زيادة أسعار المنتجات، بل قد يؤدي إلى توفير تكاليف كل سلعة.

## الادعاءات
تزعم نظرية مؤامرة ضريبة كوشر أن شهادة اعتماد كوشر للمنتجات (عادة الغذاء) هي ضريبة إضافية تُحصّل من المستهلكين لصالح المنظمات اليهودية. تنتشر هذه النظرية في صفوف المنظمات المعادية للسامية والتيارات المتطرفة البيضاء وغيرها من المنظمات المتطرفة، وتُعتبر إشاعة أو أسطورة مدنية. يوجد العديد من الادعاءات المماثلة مفادها أن ضريبة كوشر (أو الضريبة اليهودية) تُحصّل من شركات الغذاء الراغبة في تجنب المقاطعة وتُوظّف في دعم القضايا الصهيونية أو إسرائيل.
ذكرت أستاذ علم الاجتماع في جامعة بيتسبرغ، كاثلين مي بلي أن بعض الجماعات العنصرية تشجع المستهلكين على تجنب هذه الضريبة اليهودية عن طريق مقاطعة منتجات كوشر.

### كندا
أفاد تقرير التدقيق السنوي للحوادث المعادية للسامية عام 2000 والذي صدر عن منظمة بناي بريث الكندية أنه يجري تشجيع المواطنين على طلب تعويض من الحكومة عن ضرائب دخلهم.
في عام 1997، أصدرت وكالة الإيرادات الكندية نشرة إخبارية أشارت فيها إلى وجود نشرات توصي المستهلكين بأن يطالبوا بخفض ضرائبهم «بسبب افتراض أنهم ساهموا في منظمة دينية يهودية عندما اشتروا هذه البضاعة.» ذكرت جين ستيوارت، وزير الدخل القومي آنذاك، «أن المغزى والرسالة في هذه الكتابات تهين المجتمع اليهودي، بل وجميع الكنديين. ولا يوجد ما يسمى بالاقتطاع الوارد وصفه في هذه النشرات، وأحث جميع دافعي الضرائب على تجاهل هذه النصيحة المضللة.»
خلال الحملة الانتخابية لمقاطعة كيبيك عام 2014، دافعت مرشحة الحزب الكيبيكي والأكاديمية لويز مايلو عن ميثاق القيم الذي اقترحته الحكومة الكيبيكة من خلال التأكيد على أن شهادة كوشر والحلال هي ضريبة دينية تُستخدم لتمويل الحروب الدينية وإثراء الزعماء الدينيين. دعا مركز إسرائيل والشؤون اليهودية الحزب الكيبيكي إلى إزاحة الستار عن «الأسطورة المدنية لضريبة الكوشر»، إلا ان زعيمة الحزب، بولين ماروا دافعت عن تعليقات مرشحها قائلة: «كتاباتها بليغة، أحترم وجهة نظرها.»